# Rachael Bland
Rachael Rebecca Bland (geboren als Rachael Rebecca Hodges) (Creigiau, Bristol, 21 januari 1978 – Cheshire, 5 september 2018) was een Welsh radiopresentator, blogger en podcaster. 
Zij stierf aan de gevolgen van borstkanker, enkele dagen nadat zij wereldkundig had gemaakt dat het einde naderde.

## Opleiding en carrière
Bland studeerde "Film and Broadcasting" en journalistiek aan de Universiteit van Wales. Vervolgens behaalde zij in 2001 een postgraduate diploma in Broadcast Journalism aan de University of Central Lancashire. Zij begon haar carrière als nieuwslezer voor BBC Swindon & Wiltshire om in 2006 over te stappen naar BBC London. Later ging zij als presentator werken voor BBC Radio 5 Live.

## Blog
Bland werd bekend als co-host van haar podcast You, Me and The Big C. en haar blog Big C. Little Me. Zij beschreef in haar blog en podcasts haar strijd met borstkanker nadat in 2016 een agressieve vorm van kanker vastgesteld was.
In 2017 won Bland de "Something Different"-categorie van de Northern Blog awards.

## Privé
Bland was gehuwd en had een zoon.